# NGC 5809
NGC 5809 (другие обозначения — MCG -2-38-25, IRAS14581-1358, PGC 53624) — галактика в созвездии Весы.
Этот объект входит в число перечисленных в оригинальной редакции «Нового общего каталога».